# Gwóźdź 2
Gwóźdź 2 (biał. Гвоздзь 2, Hwozdź 2; ros. Гвоздь 2, Gwozd´ 2) – wieś na Białorusi, w obwodzie brzeskim, w rejonie kamienieckim, w sielsowiecie Kamieniuki.
W latach 1921–1939 należała do gminy Białowieża.
Według Powszechnego Spisu Ludności z 1921 roku wieś zamieszkiwało 29 osób, wszystkie były wyznania prawosławnego oraz  zadeklarowały polską przynależność narodową. We wsi było pięć budynków mieszkalnych.